# Interlands Slowaaks voetbalelftal 2000-2009
Deze pagina toont een chronologisch en gedetailleerd overzicht van de interlands die het Slowaaks voetbalelftal speelde in de periode 2000 – 2009.

## 2000
|                                                       |                       |       |           |                                                                                      |
| 9 februari Copa de Valparaíso № 82 «onderlinge duels» | Bulgarije             | 1 – 0 | Slowakije | Estadio Playa Ancha, Valparaíso Toeschouwers: 3.000 Scheidsrechter: Pablo Pozo (CHL) |
| 9 februari Copa de Valparaíso № 82 «onderlinge duels» | Krasimir Chomakov 81' |       |           | Estadio Playa Ancha, Valparaíso Toeschouwers: 3.000 Scheidsrechter: Pablo Pozo (CHL) |

|                                                        |           |       |           |                                                                                             |
| 12 februari Copa de Valparaíso № 83 «onderlinge duels» | Australië | 0 – 0 | Slowakije | Estadio Playa Ancha, Valparaíso Toeschouwers: 3.500 Scheidsrechter: Luis Mariano Peña (CHL) |
| 12 februari Copa de Valparaíso № 83 «onderlinge duels» |           |       |           | Estadio Playa Ancha, Valparaíso Toeschouwers: 3.500 Scheidsrechter: Luis Mariano Peña (CHL) |

|                                                        |       |                                 |           |                                                                                      |
| 15 februari Copa de Valparaíso № 84 «onderlinge duels» | Chili | 0 – 2                           | Slowakije | Estadio Playa Ancha, Valparaíso Toeschouwers: 3.000 Scheidsrechter: Guido Aros (CHI) |
| 15 februari Copa de Valparaíso № 84 «onderlinge duels» |       | 5' Igor Bališ 17' Ondrej Šmelko |           | Estadio Playa Ancha, Valparaíso Toeschouwers: 3.000 Scheidsrechter: Guido Aros (CHI) |

|                                                  |                     |       |                     |                                                                                  |
| 24 mei Vriendschappelijk № 85 «onderlinge duels» | Slowakije           | 1 – 1 | Saoedi-Arabië       | Štadión pod Zoborom, Nitra Toeschouwers: 2.117 Scheidsrechter: Goran Marić (CRO) |
| 24 mei Vriendschappelijk № 85 «onderlinge duels» | Vladimír Kožuch 37' |       | 13' Nawaf Al-Temyat | Štadión pod Zoborom, Nitra Toeschouwers: 2.117 Scheidsrechter: Goran Marić (CRO) |

|                                                  |                                                    |       |           |                                                                                  |
| 27 mei Vriendschappelijk № 86 «onderlinge duels» | Noorwegen                                          | 2 – 0 | Slowakije | Ullevaal Stadion, Oslo Toeschouwers: 16.350 Scheidsrechter: Sten Johansson (SWE) |
| 27 mei Vriendschappelijk № 86 «onderlinge duels» | Ole Gunnar Solskjær 21' (pen.) Steffen Iversen 85' |       |           | Ullevaal Stadion, Oslo Toeschouwers: 16.350 Scheidsrechter: Sten Johansson (SWE) |

|                                                  |                            |       |                  |                                                                                  |
| 31 mei Vriendschappelijk № 87 «onderlinge duels» | Rusland                    | 1 – 1 | Slowakije        | Dinamo Stadion, Moskou Toeschouwers: 8.000 Scheidsrechter: Andrei Iacovlev (MDA) |
| 31 mei Vriendschappelijk № 87 «onderlinge duels» | Vladimir Bestsjastnych 60' |       | 25' Martin Fabuš | Dinamo Stadion, Moskou Toeschouwers: 8.000 Scheidsrechter: Andrei Iacovlev (MDA) |

|                                           |                      |       |                 |                                                                                 |
| 11 juni Kirin Cup № 88 «onderlinge duels» | Japan                | 1 – 1 | Slowakije       | Sendai Stadium, Sendai Toeschouwers: 45.831 Scheidsrechter: Kim Young-Joo (KOR) |
| 11 juni Kirin Cup № 88 «onderlinge duels» | Shunsuke Nakamura 9' |       | 7' Peter Dzúrik | Sendai Stadium, Sendai Toeschouwers: 45.831 Scheidsrechter: Kim Young-Joo (KOR) |

|                                           |         |                                      |           |                                                                              |
| 14 juni Kirin Cup № 89 «onderlinge duels» | Bolivia | 0 – 2                                | Slowakije | Tosu Stadium, Tosu Toeschouwers: 8.037 Scheidsrechter: Masayoshi Okada (JPN) |
| 14 juni Kirin Cup № 89 «onderlinge duels» |         | 2' Roman Kratochvíl 45' Martin Fabuš |           | Tosu Stadium, Tosu Toeschouwers: 8.037 Scheidsrechter: Masayoshi Okada (JPN) |

|                                                       |                    |       |                   |                                                                                 |
| 16 augustus Vriendschappelijk № 90 «onderlinge duels» | Slowakije          | 1 – 1 | Kroatië           | Tehelné pole, Bratislava Toeschouwers: 4.298 Scheidsrechter: Michal Beneš (CZE) |
| 16 augustus Vriendschappelijk № 90 «onderlinge duels» | Szilárd Németh 28' |       | 23' Boško Balaban | Tehelné pole, Bratislava Toeschouwers: 4.298 Scheidsrechter: Michal Beneš (CZE) |

|                                                             |                                          |       |           |                                                                                |
| 3 september WK-kwalificatie groep 4 № 91 «onderlinge duels» | Slowakije                                | 2 – 0 | Macedonië | Tehelné pole, Bratislava Toeschouwers: 4.011 Scheidsrechter: Alain Hamer (LUX) |
| 3 september WK-kwalificatie groep 4 № 91 «onderlinge duels» | Goran Stavrevski 3' (e.d.) Igor Demo 74' |       |           | Tehelné pole, Bratislava Toeschouwers: 4.011 Scheidsrechter: Alain Hamer (LUX) |

|                                                                     |          |                    |           |                                                                                         |
| 7 oktober WK-kwalificatie groep 4 № 92 «onderlinge duels» 18:00 uur | Moldavië | 0 – 1              | Slowakije | Stadionul Republican, Chisinau Toeschouwers: 5.000 Scheidsrechter: Fritz Stuchlik (AUT) |
| 7 oktober WK-kwalificatie groep 4 № 92 «onderlinge duels» 18:00 uur |          | 79' Szilárd Németh |           | Stadionul Republican, Chisinau Toeschouwers: 5.000 Scheidsrechter: Fritz Stuchlik (AUT) |

|                                                            |           |       |        |                                                                                 |
| 11 oktober WK-kwalificatie groep 4 № 93 «onderlinge duels» | Slowakije | 0 – 0 | Zweden | Tehelné pole, Bratislava Toeschouwers: 11.227 Scheidsrechter: Hugh Dallas (SCO) |
| 11 oktober WK-kwalificatie groep 4 № 93 «onderlinge duels» |           |       |        | Tehelné pole, Bratislava Toeschouwers: 11.227 Scheidsrechter: Hugh Dallas (SCO) |

|                                                       |             |                                     |           |                                                                                 |
| 15 november Vriendschappelijk № 94 «onderlinge duels» | Griekenland | 0 – 2                               | Slowakije | Diagoras Stadion, Rodos Toeschouwers: 1.500 Scheidsrechter: Rune Pedersen (NOR) |
| 15 november Vriendschappelijk № 94 «onderlinge duels» |             | 17' Szilárd Németh 72' Peter Németh |           | Diagoras Stadion, Rodos Toeschouwers: 1.500 Scheidsrechter: Rune Pedersen (NOR) |

## 2001
|                                                       |                   |       |                    |                                                                                          |
| 27 februari Vriendschappelijk № 95 «onderlinge duels» | Algerije          | 1 – 1 | Slowakije          | Stade 5 Juillet 1962, Algiers Toeschouwers: 22.000 Scheidsrechter: Mohamed Zekrini (ALG) |
| 27 februari Vriendschappelijk № 95 «onderlinge duels» | Issad Bourahli 5' |       | 61' Szilárd Németh | Stade 5 Juillet 1962, Algiers Toeschouwers: 22.000 Scheidsrechter: Mohamed Zekrini (ALG) |

|                                                          |                        |       |                      |                                                                                          |
| 24 maart WK-kwalificatie groep 4 № 96 «onderlinge duels» | Turkije                | 1 – 1 | Slowakije            | Ali Sami Yenstadion, Istanboel Toeschouwers: 22.000 Scheidsrechter: Ryszard Wójcik (POL) |
| 24 maart WK-kwalificatie groep 4 № 96 «onderlinge duels» | Hakan Şükür 55' (pen.) |       | 69' Róbert Tomaschek | Ali Sami Yenstadion, Istanboel Toeschouwers: 22.000 Scheidsrechter: Ryszard Wójcik (POL) |

|                                                          |                                                           |       |                          |                                                                                     |
| 28 maart WK-kwalificatie groep 4 № 97 «onderlinge duels» | Slowakije                                                 | 3 – 1 | Azerbeidzjan             | Štadión Spartaka, Trnava Toeschouwers: 7.994 Scheidsrechter: Kostas Kapitanis (CYP) |
| 28 maart WK-kwalificatie groep 4 № 97 «onderlinge duels» | Szilárd Németh 1' Szilárd Németh 10' Ľubomír Meszároš 57' |       | 3' (pen.) Vadim Vasilyev | Štadión Spartaka, Trnava Toeschouwers: 7.994 Scheidsrechter: Kostas Kapitanis (CYP) |

|                                                    |          |       |           |                                                                                    |
| 25 april Vriendschappelijk № 98 «onderlinge duels» | Roemenië | 0 – 0 | Slowakije | Stadionul Astra, Ploiești Toeschouwers: 2.000 Scheidsrechter: Ghenadie Orlic (MDA) |
| 25 april Vriendschappelijk № 98 «onderlinge duels» |          |       |           | Stadionul Astra, Ploiești Toeschouwers: 2.000 Scheidsrechter: Ghenadie Orlic (MDA) |

|                                                  |                                      |       |           |                                                                                |
| 29 mei Vriendschappelijk № 99 «onderlinge duels» | Duitsland                            | 2 – 0 | Slowakije | Weserstadion, Bremen Toeschouwers: 18.000 Scheidsrechter: Claude Colombo (FRA) |
| 29 mei Vriendschappelijk № 99 «onderlinge duels» | Gerald Asamoah 50' Frank Baumann 56' |       |           | Weserstadion, Bremen Toeschouwers: 18.000 Scheidsrechter: Claude Colombo (FRA) |

|                                                         |                                       |       |           |                                                                                                   |
| 2 juni WK-kwalificatie groep 4 № 100 «onderlinge duels» | Zweden                                | 2 – 0 | Slowakije | Råsunda Fotbollstadion, Solna Toeschouwers: 34.327 Scheidsrechter: José María García-Aranda (ESP) |
| 2 juni WK-kwalificatie groep 4 № 100 «onderlinge duels» | Marcus Allbäck 45' Marcus Allbäck 51' |       |           | Råsunda Fotbollstadion, Solna Toeschouwers: 34.327 Scheidsrechter: José María García-Aranda (ESP) |

|                                                         |                                      |       |           |                                                                                              |
| 6 juni WK-kwalificatie groep 4 № 101 «onderlinge duels» | Azerbeidzjan                         | 2 – 0 | Slowakije | Tofiq Bəhramov Stadionu, Bakoe Toeschouwers: 15.000 Scheidsrechter: Nicolai Vollquartz (DEN) |
| 6 juni WK-kwalificatie groep 4 № 101 «onderlinge duels» | Vadim Vasilyev 28' Zaur Tağızadə 55' |       |           | Tofiq Bəhramov Stadionu, Bakoe Toeschouwers: 15.000 Scheidsrechter: Nicolai Vollquartz (DEN) |

|                                                        |                                                     |       |                                                                          |                                                                              |
| 15 augustus Vriendschappelijk № 102 «onderlinge duels» | Slowakije                                           | 3 – 4 | Iran                                                                     | Tehelné pole, Bratislava Toeschouwers: 3.421 Scheidsrechter: Drago Kos (SLO) |
| 15 augustus Vriendschappelijk № 102 «onderlinge duels» | Tomáš Oravec 18' Tomáš Oravec 19' Róbert Vittek 30' |       | 7' Ali Karimi 17' Ali Karimi 43' Ali Reza Nikbakht-Vahedi 83' Ali Karimi | Tehelné pole, Bratislava Toeschouwers: 3.421 Scheidsrechter: Drago Kos (SLO) |

|                                                              |           |                 |         |                                                                                       |
| 1 september WK-kwalificatie groep 4 № 103 «onderlinge duels» | Slowakije | 0 – 1           | Turkije | Tehelné pole, Bratislava Toeschouwers: 8.723 Scheidsrechter: Vitor Melo Pereira (POR) |
| 1 september WK-kwalificatie groep 4 № 103 «onderlinge duels» |           | 34' Hakan Şükür |         | Tehelné pole, Bratislava Toeschouwers: 8.723 Scheidsrechter: Vitor Melo Pereira (POR) |

|                                                                        |                                                                 |       |                                       |                                                                                    |
| 5 september WK-kwalificatie groep 4 № 104 «onderlinge duels» 19:45 uur | Slowakije                                                       | 4 – 2 | Moldavië                              | Štadión na Sihoti, Trenčín Toeschouwers: 2.780 Scheidsrechter: Mikko Vuorela (FIN) |
| 5 september WK-kwalificatie groep 4 № 104 «onderlinge duels» 19:45 uur | Peter Németh 54' Szilárd Németh 59' Igor Demo 64' Igor Demo 73' |       | 11' Serghei Cleșcenco 76' Radu Rebeja | Štadión na Sihoti, Trenčín Toeschouwers: 2.780 Scheidsrechter: Mikko Vuorela (FIN) |

|                                                            |           |                                                                                      |           |                                                                              |
| 7 oktober WK-kwalificatie groep 4 № 105 «onderlinge duels» | Macedonië | 0 – 5                                                                                | Slowakije | Gradski Stadion, Skopje Toeschouwers: 4.500 Scheidsrechter: Mike Riley (ENG) |
| 7 oktober WK-kwalificatie groep 4 № 105 «onderlinge duels» |           | 27' Ľuboš Reiter 57' Peter Dzúrik 72' Peter Németh 81' Attila Pinte 90' Tomáš Oravec |           | Gradski Stadion, Skopje Toeschouwers: 4.500 Scheidsrechter: Mike Riley (ENG) |

## 2002
|                                                       |                                      |       |                                                   |                                                                                 |
| 6 februari Vriendschappelijk № 106 «onderlinge duels» | Iran                                 | 2 – 3 | Slowakije                                         | Azadi Stadion, Teheran Toeschouwers: 10.000 Scheidsrechter: Masoud Moradi (IRI) |
| 6 februari Vriendschappelijk № 106 «onderlinge duels» | Ali Karimi 19' Ali Karimi 80' (pen.) |       | 5' Ľuboš Reiter 25' Ľuboš Reiter 67' Marek Mintál | Azadi Stadion, Teheran Toeschouwers: 10.000 Scheidsrechter: Masoud Moradi (IRI) |

|                                                     |                                              |       |           |                                                                                               |
| 27 maart Vriendschappelijk № 107 «onderlinge duels» | Oostenrijk                                   | 2 – 0 | Slowakije | Arnold Schwarzenegger Stadion, Graz Toeschouwers: 9.100 Scheidsrechter: Edgar Steinborn (GER) |
| 27 maart Vriendschappelijk № 107 «onderlinge duels» | Ronald Brunmayr 64' Markus Weissenberger 78' |       |           | Arnold Schwarzenegger Stadion, Graz Toeschouwers: 9.100 Scheidsrechter: Edgar Steinborn (GER) |

|                                                     |               |       |                      |                                                                                        |
| 17 april Vriendschappelijk № 108 «onderlinge duels» | België        | 1 – 1 | Slowakije            | Koning Boudewijnstadion, Brussel Toeschouwers: 18.000 Scheidsrechter: Bruno Coué (FRA) |
| 17 april Vriendschappelijk № 108 «onderlinge duels» | Bart Goor 55' |       | 83' Vladimír Janočko | Koning Boudewijnstadion, Brussel Toeschouwers: 18.000 Scheidsrechter: Bruno Coué (FRA) |

|                                                     |                       |       |           |                                                                                         |
| 29 april Vriendschappelijk № 109 «onderlinge duels» | Japan                 | 1 – 0 | Slowakije | Yoyogi Nationaal Stadion, Tokio Toeschouwers: 55.144 Scheidsrechter: Jae Yong-Bae (KOR) |
| 29 april Vriendschappelijk № 109 «onderlinge duels» | Akinori Nishizawa 38' |       |           | Yoyogi Nationaal Stadion, Tokio Toeschouwers: 55.144 Scheidsrechter: Jae Yong-Bae (KOR) |

|                                                   |                                                                        |       |                      |                                                                               |
| 14 mei Vriendschappelijk № 110 «onderlinge duels» | Slowakije                                                              | 4 – 1 | Oezbekistan          | Štadión Tatran, Prešov Toeschouwers: 3.850 Scheidsrechter: Kjell Alseth (NOR) |
| 14 mei Vriendschappelijk № 110 «onderlinge duels» | Vratislav Greško 5' Jozef Kožlej 47' Jozef Kožlej 79' Marek Mintál 85' |       | 48' Zayniddin Tojiev | Štadión Tatran, Prešov Toeschouwers: 3.850 Scheidsrechter: Kjell Alseth (NOR) |

|                                                        |                                                                   |       |                    |                                                                                   |
| 21 augustus Vriendschappelijk № 111 «onderlinge duels» | Tsjechië                                                          | 4 – 1 | Slowakije          | Andrův stadion, Olomouc Toeschouwers: 11.986 Scheidsrechter: Giorgos Douros (GRE) |
| 21 augustus Vriendschappelijk № 111 «onderlinge duels» | Jan Koller 31' Jan Koller 64' Tomáš Rosický 70' Tomáš Rosický 78' |       | 16' Szilárd Németh | Andrův stadion, Olomouc Toeschouwers: 11.986 Scheidsrechter: Giorgos Douros (GRE) |

|                                                      |                                               |       |           |                                                                                               |
| 7 september EK-kwalificatie № 112 «onderlinge duels» | Turkije                                       | 3 – 0 | Slowakije | Ali Sami Yenstadion, Istanboel Toeschouwers: 18.000 Scheidsrechter: Antonio López Nieto (ESP) |
| 7 september EK-kwalificatie № 112 «onderlinge duels» | Serhat Akın 14' Arif Erdem 45' Arif Erdem 65' |       |           | Ali Sami Yenstadion, Istanboel Toeschouwers: 18.000 Scheidsrechter: Antonio López Nieto (ESP) |

|                                                               |                    |       |                                    |                                                                                      |
| 12 oktober EK-kwalificatie № 113 «onderlinge duels» 19:30 uur | Slowakije          | 1 – 2 | Engeland                           | Tehelné pole, Bratislava Toeschouwers: 27.000 Scheidsrechter: Domenico Messina (ITA) |
| 12 oktober EK-kwalificatie № 113 «onderlinge duels» 19:30 uur | Szilárd Németh 23' |       | 23' David Beckham 82' Michael Owen | Tehelné pole, Bratislava Toeschouwers: 27.000 Scheidsrechter: Domenico Messina (ITA) |

|                                                        |                            |       |                            |                                                                                                |
| 20 november Vriendschappelijk № 114 «onderlinge duels» | Slowakije                  | 1 – 1 | Oekraïne                   | Štadión Antona Malatinského, Trnava Toeschouwers: 2.859 Scheidsrechter: Zbigniew Marczyk (POL) |
| 20 november Vriendschappelijk № 114 «onderlinge duels» | Miroslav Karhan 64' (pen.) |       | 84' Oleksandr Melashchenko | Štadión Antona Malatinského, Trnava Toeschouwers: 2.859 Scheidsrechter: Zbigniew Marczyk (POL) |

## 2003
|                                                        |                                      |       |                  |                                                                                |
| 12 februari Vriendschappelijk № 115 «onderlinge duels» | Roemenië                             | 2 – 1 | Slowakije        | GSZ Stadion, Larnaca Toeschouwers: 150 Scheidsrechter: Tasos Papaioannou (CYP) |
| 12 februari Vriendschappelijk № 115 «onderlinge duels» | Dorinel Munteanu 38' Ionel Ganea 40' |       | 6' Róbert Vittek | GSZ Stadion, Larnaca Toeschouwers: 150 Scheidsrechter: Tasos Papaioannou (CYP) |

|                                                        |                      |       |                                                     |                                                                               |
| 13 februari Vriendschappelijk № 116 «onderlinge duels» | Cyprus               | 1 – 3 | Slowakije                                           | GSZ Stadion, Larnaca Toeschouwers: 250 Scheidsrechter: Kostas Kapitanis (CYP) |
| 13 februari Vriendschappelijk № 116 «onderlinge duels» | Rainer Rauffmann 39' |       | 1' Ľuboš Reiter 62' Róbert Vittek 84' Róbert Vittek | GSZ Stadion, Larnaca Toeschouwers: 250 Scheidsrechter: Kostas Kapitanis (CYP) |

|                                                   |           |                                      |           |                                                                                    |
| 29 maart EK-kwalificatie № 117 «onderlinge duels» | Macedonië | 0 – 2                                | Slowakije | Gradski Stadion, Skopje Toeschouwers: 11.000 Scheidsrechter: Laurent Duhamel (FRA) |
| 29 maart EK-kwalificatie № 117 «onderlinge duels» |           | 28' Martin Petráš 90+3' Ľuboš Reiter |           | Gradski Stadion, Skopje Toeschouwers: 11.000 Scheidsrechter: Laurent Duhamel (FRA) |

|                                                  |                                                                             |       |               |                                                                                           |
| 2 april EK-kwalificatie № 118 «onderlinge duels» | Slowakije                                                                   | 4 – 0 | Liechtenstein | Štadión Antona Malatinského, Trnava Toeschouwers: 150 Scheidsrechter: Darko Čeferin (SLO) |
| 2 april EK-kwalificatie № 118 «onderlinge duels» | Ľuboš Reiter 19' Szilárd Németh 51' Szilárd Németh 64' Vladimír Janočko 90' |       |               | Štadión Antona Malatinského, Trnava Toeschouwers: 150 Scheidsrechter: Darko Čeferin (SLO) |

|                                                     |                                       |       |                                                  |                                                                                     |
| 30 april Vriendschappelijk № 119 «onderlinge duels» | Slowakije                             | 2 – 2 | Griekenland                                      | Štadión pod Dubňom, Žilina Toeschouwers: 11.000 Scheidsrechter: Stefan Meßner (AUT) |
| 30 april Vriendschappelijk № 119 «onderlinge duels» | Szilárd Németh 14' Szilárd Németh 87' |       | 13' (pen.) Vassilios Tsiartas 76' Lampros Houtos | Štadión pod Dubňom, Žilina Toeschouwers: 11.000 Scheidsrechter: Stefan Meßner (AUT) |

|                                                 |           |                   |         |                                                                                 |
| 7 juni EK-kwalificatie № 120 «onderlinge duels» | Slowakije | 0 – 1             | Turkije | Tehelné pole, Bratislava Toeschouwers: 15.000 Scheidsrechter: Terje Hauge (NOR) |
| 7 juni EK-kwalificatie № 120 «onderlinge duels» |           | 11' Nihat Kahveci |         | Tehelné pole, Bratislava Toeschouwers: 15.000 Scheidsrechter: Terje Hauge (NOR) |

|                                                            |                                          |       |                      |                                                                                            |
| 11 juni EK-kwalificatie № 121 «onderlinge duels» 20:00 uur | Engeland                                 | 2 – 1 | Slowakije            | Riverside Stadium, Middlesbrough Toeschouwers: 35.000 Scheidsrechter: Wolfgang Stark (GER) |
| 11 juni EK-kwalificatie № 121 «onderlinge duels» 20:00 uur | Michael Owen 61' (pen.) Michael Owen 72' |       | 31' Vladimír Janočko | Riverside Stadium, Middlesbrough Toeschouwers: 35.000 Scheidsrechter: Wolfgang Stark (GER) |

|                                                        |          |       |           |                                                                               |
| 20 augustus Vriendschappelijk № 122 «onderlinge duels» | Colombia | 0 – 0 | Slowakije | Shea Stadium, New York Toeschouwers: 16.000 Scheidsrechter: Kevin Stott (USA) |
| 20 augustus Vriendschappelijk № 122 «onderlinge duels» |          |       |           | Shea Stadium, New York Toeschouwers: 16.000 Scheidsrechter: Kevin Stott (USA) |

|                                                       |                    |       |                        |                                                                                   |
| 10 september EK-kwalificatie № 123 «onderlinge duels» | Slowakije          | 1 – 1 | Macedonië              | Štadión pod Dubňom, Žilina Toeschouwers: 2.286 Scheidsrechter: Leif Sundell (SWE) |
| 10 september EK-kwalificatie № 123 «onderlinge duels» | Szilárd Németh 25' |       | 62' Dragan Dimitrovski | Štadión pod Dubňom, Žilina Toeschouwers: 2.286 Scheidsrechter: Leif Sundell (SWE) |

|                                                     |               |                                     |           |                                                                               |
| 11 oktober EK-kwalificatie № 124 «onderlinge duels» | Liechtenstein | 0 – 2                               | Slowakije | Rheinpark Stadion, Vaduz Toeschouwers: 800 Scheidsrechter: Jouni Hyytiä (FIN) |
| 11 oktober EK-kwalificatie № 124 «onderlinge duels» |               | 40' Róbert Vittek 56' Róbert Vittek |           | Rheinpark Stadion, Vaduz Toeschouwers: 800 Scheidsrechter: Jouni Hyytiä (FIN) |

## 2004
|                                                     |                  |       |                       |                                                                                 |
| 31 maart Vriendschappelijk № 125 «onderlinge duels» | Slowakije        | 1 – 1 | Oostenrijk            | Tehelné pole, Bratislava Toeschouwers: 4.520 Scheidsrechter: Karel Vidlák (CZE) |
| 31 maart Vriendschappelijk № 125 «onderlinge duels» | Marek Mintál 72' |       | 90+2' Roland Kollmann | Tehelné pole, Bratislava Toeschouwers: 4.520 Scheidsrechter: Karel Vidlák (CZE) |

|                                                     |                      |       |                     |                                                                                           |
| 28 april Vriendschappelijk № 126 «onderlinge duels» | Oekraïne             | 1 – 1 | Slowakije           | Valeri Lobanovskystadion, Kiev Toeschouwers: 16.800 Scheidsrechter: Mirosław Ryszka (POL) |
| 28 april Vriendschappelijk № 126 «onderlinge duels» | Oleh Venhlynskyi 13' |       | 65' Stanislav Varga | Valeri Lobanovskystadion, Kiev Toeschouwers: 16.800 Scheidsrechter: Mirosław Ryszka (POL) |

|                                                   |                |       |           |                                                                                     |
| 29 mei Vriendschappelijk № 127 «onderlinge duels» | Kroatië        | 1 – 0 | Slowakije | Stadion na Kantridi, Rijeka Toeschouwers: 5.500 Scheidsrechter: Viktor Kassai (HUN) |
| 29 mei Vriendschappelijk № 127 «onderlinge duels» | Ivica Olić 29' |       |           | Stadion na Kantridi, Rijeka Toeschouwers: 5.500 Scheidsrechter: Viktor Kassai (HUN) |

|                                                   |                                                                  |       |                  |                                                                                         |
| 9 juli Vriendschappelijk № 128 «onderlinge duels» | Japan                                                            | 3 – 1 | Slowakije        | Hiroshima Big Arch, Hiroshima Toeschouwers: 24.458 Scheidsrechter: Matthew Breeze (AUS) |
| 9 juli Vriendschappelijk № 128 «onderlinge duels» | Takashi Fukunishi 45' Takayuki Suzuki 66' Atsushi Yanagisawa 82' |       | 64' Peter Babnič | Hiroshima Big Arch, Hiroshima Toeschouwers: 24.458 Scheidsrechter: Matthew Breeze (AUS) |

|                                                    |                                       |       |           | |
| 11 juli Vriendschappelijk № 129 «onderlinge duels» | Servië en Montenegro                  | 2 – 0 | Slowakije | Hakatanomori Athletic Stadium, Fukuoka Toeschouwers: 24.458 Scheidsrechter: Toshimitsu Yoshida (JPN) |
| 11 juli Vriendschappelijk № 129 «onderlinge duels» | Savo Milošević 6' Nenad Jestrović 90' |       |           | Hakatanomori Athletic Stadium, Fukuoka Toeschouwers: 24.458 Scheidsrechter: Toshimitsu Yoshida (JPN) |

|                                                                |                                                      |       |                  |                                                                                  |
| 18 augustus WK-kwalificatie № 130 «onderlinge duels» 19:15 uur | Slowakije                                            | 3 – 1 | Luxemburg        | Tehelné pole, Bratislava Toeschouwers: 5.016 Scheidsrechter: Viktor Kassai (HUN) |
| 18 augustus WK-kwalificatie № 130 «onderlinge duels» 19:15 uur | Róbert Vittek 26' Vratislav Greško 48' Igor Demo 89' |       | 2' Jeff Strasser | Tehelné pole, Bratislava Toeschouwers: 5.016 Scheidsrechter: Viktor Kassai (HUN) |

|                                                      |                     |       |                   |                                                                                          |
| 4 september WK-kwalificatie № 131 «onderlinge duels» | Rusland             | 1 – 1 | Slowakije         | Dinamo Stadion, Moskou Toeschouwers: 10.500 Scheidsrechter: Manuel Mejuto González (ESP) |
| 4 september WK-kwalificatie № 131 «onderlinge duels» | Dmitri Boelykin 14' |       | 87' Róbert Vittek | Dinamo Stadion, Moskou Toeschouwers: 10.500 Scheidsrechter: Manuel Mejuto González (ESP) |

|                                                      | |       |               |                                                                                  |
| 8 september WK-kwalificatie № 132 «onderlinge duels» | Slowakije | 7 – 0 | Liechtenstein | Tehelné pole, Bratislava Toeschouwers: 5.620 Scheidsrechter: Dejan Delević (SCG) |
| 8 september WK-kwalificatie № 132 «onderlinge duels» | Róbert Vittek 15' Miroslav Karhan 42' Róbert Vittek 59' Róbert Vittek 81' (pen.) Szilárd Németh 84' Marek Mintál 86' Radoslav Zabavník 90' |       |               | Tehelné pole, Bratislava Toeschouwers: 5.620 Scheidsrechter: Dejan Delević (SCG) |

|                                                    |                                                                             |       |                       |                                                                                    |
| 9 oktober WK-kwalificatie № 133 «onderlinge duels» | Slowakije                                                                   | 4 – 1 | Letland               | Tehelné pole, Bratislava Toeschouwers: 13.025 Scheidsrechter: Stefano Farina (ITA) |
| 9 oktober WK-kwalificatie № 133 «onderlinge duels» | Szilárd Németh 47' Ľuboš Reiter 50' Miroslav Karhan 55' Miroslav Karhan 87' |       | 3' Māris Verpakovskis | Tehelné pole, Bratislava Toeschouwers: 13.025 Scheidsrechter: Stefano Farina (ITA) |

|                                                                  |           |       |          |                                                                                              |
| 17 november Vriendschappelijk № 134 «onderlinge duels» 17:30 uur | Slowakije | 0 – 0 | Slovenië | Štadión Antona Malatinského, Trnava Toeschouwers: 5.482 Scheidsrechter: Tommy Skjerven (NOR) |
| 17 november Vriendschappelijk № 134 «onderlinge duels» 17:30 uur |           |       |          | Štadión Antona Malatinského, Trnava Toeschouwers: 5.482 Scheidsrechter: Tommy Skjerven (NOR) |

|                                                        |           |                    |           |                                                                                            |
| 30 november Vriendschappelijk № 135 «onderlinge duels» | Hongarije | 0 – 1              | Slowakije | Supachalasai Stadion, Bangkok Toeschouwers: 13.025 Scheidsrechter: Prayoon Veerapool (THA) |
| 30 november Vriendschappelijk № 135 «onderlinge duels» |           | 47' Andrej Porázik |           | Supachalasai Stadion, Bangkok Toeschouwers: 13.025 Scheidsrechter: Prayoon Veerapool (THA) |

|                                                       |                          |       |                          |                                                                                                   |
| 2 december Vriendschappelijk № 136 «onderlinge duels» | Thailand                 | 1 – 1 | Slowakije                | Supachalasai Stadion, Bangkok Toeschouwers: 5.000 Scheidsrechter: Ravichandran Chappanimutu (THA) |
| 2 december Vriendschappelijk № 136 «onderlinge duels» | Sakda Joemdee 15' (pen.) |       | 68' (pen.) Martin Ďurica | Supachalasai Stadion, Bangkok Toeschouwers: 5.000 Scheidsrechter: Ravichandran Chappanimutu (THA) |

## 2005
|                                                       |                                           |       |                                       |                                                                               |
| 9 februari Vriendschappelijk № 137 «onderlinge duels» | Roemenië                                  | 2 – 2 | Slowakije                             | GSZ Stadion, Larnaca Toeschouwers: 500 Scheidsrechter: Kostas Kapitanis (CYP) |
| 9 februari Vriendschappelijk № 137 «onderlinge duels» | Daniel Pancu 38' (pen.) Daniel Opriţa 89' |       | 12' Róbert Vittek 44' Miroslav Karhan | GSZ Stadion, Larnaca Toeschouwers: 500 Scheidsrechter: Kostas Kapitanis (CYP) |

|                                                             |                 |       |                                     |                                                                                     |
| 26 maart WK-kwalificatie № 138 «onderlinge duels» 17:00 uur | Estland         | 1 – 2 | Slowakije                           | A. Le Coq Arena, Tallinn Toeschouwers: 4.000 Scheidsrechter: Peter Fröjdfeldt (SWE) |
| 26 maart WK-kwalificatie № 138 «onderlinge duels» 17:00 uur | Andres Oper 58' |       | 59' Marek Mintál 66' Ľubomír Reiter | A. Le Coq Arena, Tallinn Toeschouwers: 4.000 Scheidsrechter: Peter Fröjdfeldt (SWE) |

|                                                   |                           |       |                    |                                                                                |
| 30 maart WK-kwalificatie № 139 «onderlinge duels» | Slowakije                 | 1 – 1 | Portugal           | Tehelné pole, Bratislava Toeschouwers: 28.000 Scheidsrechter: Alain Sars (FRA) |
| 30 maart WK-kwalificatie № 139 «onderlinge duels» | Miroslav Karhan 8' (pen.) |       | 62' Hélder Postiga | Tehelné pole, Bratislava Toeschouwers: 28.000 Scheidsrechter: Alain Sars (FRA) |

|                                                 |                                          |       |           |                                                                                       |
| 4 juni WK-kwalificatie № 140 «onderlinge duels» | Portugal                                 | 2 – 0 | Slowakije | Estadio da Luz, Lissabon Toeschouwers: 64.000 Scheidsrechter: Pierluigi Collina (ITA) |
| 4 juni WK-kwalificatie № 140 «onderlinge duels» | Fernando Meira 21' Cristiano Ronaldo 42' |       |           | Estadio da Luz, Lissabon Toeschouwers: 64.000 Scheidsrechter: Pierluigi Collina (ITA) |

|                                                           |           |                                                                       |           |                                                                                    |
| 8 juni WK-kwalificatie № 141 «onderlinge duels» 19:00 uur | Luxemburg | 0 – 4                                                                 | Slowakije | Stade Josy Barthel, Luxemburg Toeschouwers: 2.108 Scheidsrechter: Rob Styles (ENG) |
| 8 juni WK-kwalificatie № 141 «onderlinge duels» 19:00 uur |           | 5' Szilárd Németh 15' Marek Mintál 54' Karol Kisel 60' Ľubomír Reiter |           | Stade Josy Barthel, Luxemburg Toeschouwers: 2.108 Scheidsrechter: Rob Styles (ENG) |

|                                                      |               |       |           |                                                                                   |
| 17 augustus WK-kwalificatie № 142 «onderlinge duels» | Liechtenstein | 0 – 0 | Slowakije | Rheinpark Stadion, Vaduz Toeschouwers: 1.150 Scheidsrechter: Bertrand Layec (FRA) |
| 17 augustus WK-kwalificatie № 142 «onderlinge duels» |               |       |           | Rheinpark Stadion, Vaduz Toeschouwers: 1.150 Scheidsrechter: Bertrand Layec (FRA) |

|                                                        |                                                |       |           |                                                                                   |
| 3 september Vriendschappelijk № 143 «onderlinge duels» | Slowakije                                      | 2 – 0 | Duitsland | Tehelné pole, Bratislava Toeschouwers: 9.276 Scheidsrechter: Eric Braamhaar (NED) |
| 3 september Vriendschappelijk № 143 «onderlinge duels» | Miroslav Karhan 20' (pen.) Miroslav Karhan 38' |       |           | Tehelné pole, Bratislava Toeschouwers: 9.276 Scheidsrechter: Eric Braamhaar (NED) |

|                                                      |                   |       |                   |                                                                               |
| 7 september WK-kwalificatie № 144 «onderlinge duels» | Letland           | 1 – 1 | Slowakije         | Skonto Stadion, Riga Toeschouwers: 28.000 Scheidsrechter: Konrad Plautz (AUT) |
| 7 september WK-kwalificatie № 144 «onderlinge duels» | Juris Laizāns 74' |       | 36' Róbert Vittek | Skonto Stadion, Riga Toeschouwers: 28.000 Scheidsrechter: Konrad Plautz (AUT) |

|                                                              |                  |       |         |                                                                                   |
| 8 oktober WK-kwalificatie № 145 «onderlinge duels» 17:00 uur | Slowakije        | 1 – 0 | Estland | Tehelné Pole, Bratislava Toeschouwers: 12.837 Scheidsrechter: Paul Allaerts (BEL) |
| 8 oktober WK-kwalificatie № 145 «onderlinge duels» 17:00 uur | Peter Hlinka 76' |       |         | Tehelné Pole, Bratislava Toeschouwers: 12.837 Scheidsrechter: Paul Allaerts (BEL) |

|                                                     |           |       |         |                                                                                     |
| 12 oktober WK-kwalificatie № 146 «onderlinge duels» | Slowakije | 0 – 0 | Rusland | Tehelné pole, Bratislava Toeschouwers: 22.317 Scheidsrechter: Roberto Rosetti (ITA) |
| 12 oktober WK-kwalificatie № 146 «onderlinge duels» |           |       |         | Tehelné pole, Bratislava Toeschouwers: 22.317 Scheidsrechter: Roberto Rosetti (ITA) |

|                                                                |                                                                                                   |       |                    |                                                                                               |
| 12 november WK-kwalificatie Play-offs № 147 «onderlinge duels» | Spanje                                                                                            | 5 – 1 | Slowakije          | Estadio Vicente Calderón, Madrid Toeschouwers: 47.210 Scheidsrechter: Massimo De Santis (ITA) |
| 12 november WK-kwalificatie Play-offs № 147 «onderlinge duels» | Luis García 10' Luis García 18' Fernando Torres 65' (pen.) Luis García 74' Fernando Morientes 79' |       | 49' Szilárd Németh | Estadio Vicente Calderón, Madrid Toeschouwers: 47.210 Scheidsrechter: Massimo De Santis (ITA) |

|                                                                |                   |       |                 |                                                                                 |
| 16 november WK-kwalificatie Play-offs № 148 «onderlinge duels» | Slowakije         | 1 – 1 | Spanje          | Tehelné pole, Bratislava Toeschouwers: 23.587 Scheidsrechter: Markus Merk (GER) |
| 16 november WK-kwalificatie Play-offs № 148 «onderlinge duels» | Filip Hološko 50' |       | 71' David Villa | Tehelné pole, Bratislava Toeschouwers: 23.587 Scheidsrechter: Markus Merk (GER) |

## 2006
|                                                              |                            |       |                                         |                                                                                  |
| 1 maart Vriendschappelijk № 149 «onderlinge duels» 20:00 uur | Frankrijk                  | 1 – 2 | Slowakije                               | Stade de France, Parijs Toeschouwers: 60.000 Scheidsrechter: Craig Thomson (SCO) |
| 1 maart Vriendschappelijk № 149 «onderlinge duels» 20:00 uur | Sylvain Wiltord 73' (pen.) |       | 60' Szilárd Németh 80' Jozef Valachovič | Stade de France, Parijs Toeschouwers: 60.000 Scheidsrechter: Craig Thomson (SCO) |

|                                                             |                   |       |                    |                                                                                             |
| 20 mei Vriendschappelijk № 150 «onderlinge duels» 19:00 uur | Slowakije         | 1 – 1 | België             | Štadión Antona Malatinského, Trnava Toeschouwers: 4.174 Scheidsrechter: Viktor Kassai (SCO) |
| 20 mei Vriendschappelijk № 150 «onderlinge duels» 19:00 uur | Filip Hološko 65' |       | 77' Karel Geraerts | Štadión Antona Malatinského, Trnava Toeschouwers: 4.174 Scheidsrechter: Viktor Kassai (SCO) |

|                                                                  |                                              |       |       |                                                                                        |
| 15 augustus Vriendschappelijk № 151 «onderlinge duels» 20:15 uur | Slowakije                                    | 3 – 0 | Malta | Petržalka Stadion, Bratislava Toeschouwers: 2.437 Scheidsrechter: Pavel Královec (CZE) |
| 15 augustus Vriendschappelijk № 151 «onderlinge duels» 20:15 uur | Filip Šebo 31' Filip Šebo 75' Filip Šebo 90' |       |       | Petržalka Stadion, Bratislava Toeschouwers: 2.437 Scheidsrechter: Pavel Královec (CZE) |

|                                                                | |       |                         |                                                                                  |
| 2 september EK-kwalificatie № 152 «onderlinge duels» 20:15 uur | Slowakije                                                                                            | 6 – 1 | Cyprus                  | Tehelné pole, Bratislava Toeschouwers: 4.174 Scheidsrechter: Oleh Oriekhov (UKR) |
| 2 september EK-kwalificatie № 152 «onderlinge duels» 20:15 uur | Martin Škrtel 9' Marek Mintál 33' Filip Šebo 43' Filip Šebo 52' Miroslav Karhan 55' Marek Mintál 55' |       | 90' Yiasemakis Yiasoumi | Tehelné pole, Bratislava Toeschouwers: 4.174 Scheidsrechter: Oleh Oriekhov (UKR) |

|                                                                |           |                                                  |          |                                                                                     |
| 6 september EK-kwalificatie № 153 «onderlinge duels» 20:15 uur | Slowakije | 0 – 3                                            | Tsjechië | Tehelné pole, Bratislava Toeschouwers: 27.683 Scheidsrechter: Stephen Bennett (ENG) |
| 6 september EK-kwalificatie № 153 «onderlinge duels» 20:15 uur |           | 10' Libor Sionko 21' Libor Sionko 57' Jan Koller |          | Tehelné pole, Bratislava Toeschouwers: 27.683 Scheidsrechter: Stephen Bennett (ENG) |

|                                                              |                 |       |                                                                                          |                                                                                        |
| 7 oktober EK-kwalificatie № 154 «onderlinge duels» 15:00 uur | Wales           | 1 – 5 | Slowakije                                                                                | Millennium Stadium, Cardiff Toeschouwers: 28.493 Scheidsrechter: Dick van Egmond (NED) |
| 7 oktober EK-kwalificatie № 154 «onderlinge duels» 15:00 uur | Gareth Bale 37' |       | 14' Dušan Švento 32' Marek Mintál 38' Marek Mintál 51' Miroslav Karhan 59' Róbert Vittek | Millennium Stadium, Cardiff Toeschouwers: 28.493 Scheidsrechter: Dick van Egmond (NED) |

|                                                               |                     |       |                                                                                      |                                                                                 |
| 11 oktober EK-kwalificatie № 155 «onderlinge duels» 20:45 uur | Slowakije           | 1 – 4 | Duitsland                                                                            | Tehelné pole, Bratislava Toeschouwers: 21.582 Scheidsrechter: Terje Hauge (NOR) |
| 11 oktober EK-kwalificatie № 155 «onderlinge duels» 20:45 uur | Stanislav Varga 58' |       | 13' Lukas Podolski 25' Michael Ballack 36' Bastian Schweinsteiger 72' Lukas Podolski | Tehelné pole, Bratislava Toeschouwers: 21.582 Scheidsrechter: Terje Hauge (NOR) |

|                                                                  |                                                             |       |                         |                                                                                   |
| 15 november Vriendschappelijk № 156 «onderlinge duels» 17:30 uur | Slowakije                                                   | 3 – 1 | Bulgarije               | Štadión pod Dubňom, Žilina Toeschouwers: 4.174 Scheidsrechter: Jacek Granat (POL) |
| 15 november Vriendschappelijk № 156 «onderlinge duels» 17:30 uur | Marek Mintál 8' Marek Sapara 53' Miroslav Karhan 78' (pen.) |       | 80' Kaloyan Karadzhinov | Štadión pod Dubňom, Žilina Toeschouwers: 4.174 Scheidsrechter: Jacek Granat (POL) |

|                                                                  |                           |       |                                       |                                                                                               |
| 10 december Vriendschappelijk № 157 «onderlinge duels» 20:15 uur | VA Emiraten               | 1 – 2 | Slowakije                             | Sheikh Zayed Stadion, Abu Dhabi Toeschouwers: 1.000 Scheidsrechter: Abdul Hamid Ibrahim (QAT) |
| 10 december Vriendschappelijk № 157 «onderlinge duels» 20:15 uur | Ismail Matar 90+1' (pen.) |       | 51' Michal Jonáš 54' Ľubomír Michalík | Sheikh Zayed Stadion, Abu Dhabi Toeschouwers: 1.000 Scheidsrechter: Abdul Hamid Ibrahim (QAT) |

## 2007
|                                                                 |                                                 |       |                                     | |
| 7 februari Vriendschappelijk № 158 «onderlinge duels» 20:30 uur | Polen                                           | 2 – 2 | Slowakije                           | Estadio Municipal de Chapín, Jerez Toeschouwers: 200 Scheidsrechter: Juan Antonio Perdigones (ESP) |
| 7 februari Vriendschappelijk № 158 «onderlinge duels» 20:30 uur | Michał Żewłakow 48' (pen) Radosław Matusiak 79' |       | 1' Martin Jakubko 45' Martin Škrtel | Estadio Municipal de Chapín, Jerez Toeschouwers: 200 Scheidsrechter: Juan Antonio Perdigones (ESP) |

|                                                             |                          |       |                                                        |                                                                              |
| 24 maart EK-kwalificatie № 159 «onderlinge duels» 19:00 uur | Cyprus                   | 1 – 3 | Slowakije                                              | GSP Stadion, Nicosia Toeschouwers: 2.696 Scheidsrechter: Gerald Lehner (AUT) |
| 24 maart EK-kwalificatie № 159 «onderlinge duels» 19:00 uur | Eustathios Aloneftis 45' |       | 54' Róbert Vittek 67' Martin Škrtel 77' Martin Jakubko | GSP Stadion, Nicosia Toeschouwers: 2.696 Scheidsrechter: Gerald Lehner (AUT) |

|                                                             |                 |       |           |                                                                              |
| 28 maart EK-kwalificatie № 160 «onderlinge duels» 19:30 uur | Ierland         | 1 – 0 | Slowakije | Croke Park, Dublin Toeschouwers: 71.297 Scheidsrechter: Yuriy Baskakov (RUS) |
| 28 maart EK-kwalificatie № 160 «onderlinge duels» 19:30 uur | Kevin Doyle 12' |       |           | Croke Park, Dublin Toeschouwers: 71.297 Scheidsrechter: Yuriy Baskakov (RUS) |

|                                                           |                                               |       |                                |                                                                                    |
| 6 juni EK-kwalificatie № 161 «onderlinge duels» 20:30 uur | Duitsland                                     | 2 – 1 | Slowakije                      | AOL Arena, Hamburg Toeschouwers: 51.500 Scheidsrechter: Olegário Benquerença (POR) |
| 6 juni EK-kwalificatie № 161 «onderlinge duels» 20:30 uur | Ján Ďurica 10' (e.d.) Thomas Hitzlsperger 43' |       | 20' (e.d.) Christoph Metzelder | AOL Arena, Hamburg Toeschouwers: 51.500 Scheidsrechter: Olegário Benquerença (POR) |

|                                                                  |           |                   |           |                                                                                             |
| 22 augustus Vriendschappelijk № 162 «onderlinge duels» 20:00 uur | Slowakije | 0 – 1             | Frankrijk | Štadión Antona Malatinského, Trnava Toeschouwers: 13.164 Scheidsrechter: Igor Jegorov (RUS) |
| 22 augustus Vriendschappelijk № 162 «onderlinge duels» 20:00 uur |           | 38' Thierry Henry |           | Štadión Antona Malatinského, Trnava Toeschouwers: 13.164 Scheidsrechter: Igor Jegorov (RUS) |

|                                                                |                                   |       |                                    |                                                                                    |
| 8 september EK-kwalificatie № 163 «onderlinge duels» 20:30 uur | Slowakije                         | 2 – 2 | Ierland                            | Tehelné pole, Bratislava Toeschouwers: 12.360 Scheidsrechter: Stefano Farina (ITA) |
| 8 september EK-kwalificatie № 163 «onderlinge duels» 20:30 uur | Maroš Klimpl 37' Marek Čech 90+2' |       | 7' Stephen Ireland 57' Kevin Doyle | Tehelné pole, Bratislava Toeschouwers: 12.360 Scheidsrechter: Stefano Farina (ITA) |

|                                                                 |                                   |       |                                                                                                |                                                                                               |
| 12 september EK-kwalificatie № 164 «onderlinge duels» 17:30 uur | Slowakije                         | 2 – 5 | Wales                                                                                          | Štadión Antona Malatinského, Trnava Toeschouwers: 5.486 Scheidsrechter: Laurent Duhamel (FRA) |
| 12 september EK-kwalificatie № 164 «onderlinge duels» 17:30 uur | Marek Mintál 12' Marek Mintál 57' |       | 22' Freddy Eastwood 34' Craig Bellamy 41' Craig Bellamy 78' (e.d.) Ján Ďurica 90' Simon Davies | Štadión Antona Malatinského, Trnava Toeschouwers: 5.486 Scheidsrechter: Laurent Duhamel (FRA) |

|                                                               | |       |            |                                                                                       |
| 13 oktober EK-kwalificatie № 165 «onderlinge duels» 15:00 uur | Slowakije | 7 – 0 | San Marino | Športová Hala, Dubnica nad Váhom Toeschouwers: 2.576 Scheidsrechter: Luc Wilmes (LUX) |
| 13 oktober EK-kwalificatie № 165 «onderlinge duels» 15:00 uur | Marek Hamšík 25' Stanislav Šesták 32' Marek Sapara 37' Martin Škrtel 52' Filip Hološko 54' Stanislav Šesták 57' Ján Ďurica 76' (pen.) |       |            | Športová Hala, Dubnica nad Váhom Toeschouwers: 2.576 Scheidsrechter: Luc Wilmes (LUX) |

|                                                                 |                                                    |       |           |                                                                                         |
| 16 oktober Vriendschappelijk № 166 «onderlinge duels» 17:30 uur | Kroatië                                            | 3 – 0 | Slowakije | Stadion na Kantridi, Rijeka Toeschouwers: 6.000 Scheidsrechter: Jérôme Laperrière (SUI) |
| 16 oktober Vriendschappelijk № 166 «onderlinge duels» 17:30 uur | Ivica Olić 45' Ognjen Vukojević 48' Ivica Olić 69' |       |           | Stadion na Kantridi, Rijeka Toeschouwers: 6.000 Scheidsrechter: Jérôme Laperrière (SUI) |

|                                                                |                                                      |       |                          |                                                                         |
| 17 november EK-kwalificatie № 167 «onderlinge duels» 20:30 uur | Tsjechië                                             | 3 – 1 | Slowakije                | AXA Arena, Praag Toeschouwers: 15.651 Scheidsrechter: Tony Asumaa (FIN) |
| 17 november EK-kwalificatie № 167 «onderlinge duels» 20:30 uur | Zdeněk Grygera 13' Marek Kulič 76' Tomáš Rosický 83' |       | 79' (e.d.) Michal Kadlec | AXA Arena, Praag Toeschouwers: 15.651 Scheidsrechter: Tony Asumaa (FIN) |

|                                                                |            |                                                                                       |           |                                                                                     |
| 21 november EK-kwalificatie № 168 «onderlinge duels» 20:30 uur | San Marino | 0 – 5                                                                                 | Slowakije | Stadio Olimpico, Serravalle Toeschouwers: 500 Scheidsrechter: Andrejs Sipailo (LVA) |
| 21 november EK-kwalificatie № 168 «onderlinge duels» 20:30 uur |            | 42' Ľubomír Michalík 51' Filip Hološko 53' Marek Hamšík 57' Marek Čech 83' Marek Čech |           | Stadio Olimpico, Serravalle Toeschouwers: 500 Scheidsrechter: Andrejs Sipailo (LVA) |

## 2008
|                                                       |                 |       |                      |                                                                                            |
| 6 februari Vriendschappelijk № 169 «onderlinge duels» | Hongarije       | 1 – 1 | Slowakije            | Tsirion Athletic Center, Limassol Toeschouwers: 100 Scheidsrechter: Leontios Trattos (CYP) |
| 6 februari Vriendschappelijk № 169 «onderlinge duels» | Zoltán Gera 54' |       | 64' Stanislav Šesták | Tsirion Athletic Center, Limassol Toeschouwers: 100 Scheidsrechter: Leontios Trattos (CYP) |

|                                                     |                  |       |                                             |                                                                                              |
| 26 maart Vriendschappelijk № 170 «onderlinge duels» | Slowakije        | 1 – 2 | IJsland                                     | Štadión Zlaté Moravce, Zlaté Moravce Toeschouwers: 4.120 Scheidsrechter: Gerald Lehner (AUT) |
| 26 maart Vriendschappelijk № 170 «onderlinge duels» | Marek Mintál 87' |       | 71' Gunnar Þorvaldsson 82' Eiður Guðjohnsen | Štadión Zlaté Moravce, Zlaté Moravce Toeschouwers: 4.120 Scheidsrechter: Gerald Lehner (AUT) |

|                                                   |           |                 |         |                                                                                   |
| 20 mei Vriendschappelijk № 171 «onderlinge duels» | Slowakije | 0 – 1           | Turkije | Schüco Arena, Bielefeld Toeschouwers: 13.100 Scheidsrechter: Michael Weiner (GER) |
| 20 mei Vriendschappelijk № 171 «onderlinge duels» |           | 63' Hakan Balta |         | Schüco Arena, Bielefeld Toeschouwers: 13.100 Scheidsrechter: Michael Weiner (GER) |

|                                                   |                                      |       |           |                                                                                            |
| 24 mei Vriendschappelijk № 172 «onderlinge duels» | Zwitserland                          | 2 – 0 | Slowakije | Stadio Comunale di Cornaredo, Lugano Toeschouwers: 10.150 Scheidsrechter: Alan Kelly (IRL) |
| 24 mei Vriendschappelijk № 172 «onderlinge duels» | Valon Behrami 56' Alexander Frei 63' |       |           | Stadio Comunale di Cornaredo, Lugano Toeschouwers: 10.150 Scheidsrechter: Alan Kelly (IRL) |

|                                                        |           |                                 |             |                                                                                              |
| 20 augustus Vriendschappelijk № 173 «onderlinge duels» | Slowakije | 0 – 2                           | Griekenland | Štadión Zlaté Moravce, Zlaté Moravce Toeschouwers: 4.500 Scheidsrechter: Mihály Fábián (HUN) |
| 20 augustus Vriendschappelijk № 173 «onderlinge duels» |           | 62' Fanis Gekas 86' Fanis Gekas |             | Štadión Zlaté Moravce, Zlaté Moravce Toeschouwers: 4.500 Scheidsrechter: Mihály Fábián (HUN) |

|                                                                |                                    |       |                       |                                                                                   |
| 6 september WK-kwalificatie № 174 «onderlinge duels» 16:30 uur | Slowakije                          | 2 – 1 | Noord-Ierland         | Tehelné Pole, Bratislava Toeschouwers: 5.445 Scheidsrechter: Nikolai Ivanov (RUS) |
| 6 september WK-kwalificatie № 174 «onderlinge duels» 16:30 uur | Martin Škrtel 46' Marek Hamšík 70' |       | 81' (e.d.) Ján Ďurica | Tehelné Pole, Bratislava Toeschouwers: 5.445 Scheidsrechter: Nikolai Ivanov (RUS) |

|                                                                 |                                               |       |                    |                                                                                          |
| 10 september WK-kwalificatie № 175 «onderlinge duels» 20:45 uur | Slovenië                                      | 2 – 1 | Slowakije          | Stadion Ljudski Vrt, Maribor Toeschouwers: 9.900 Scheidsrechter: Svein Oddvar Moen (NOR) |
| 10 september WK-kwalificatie № 175 «onderlinge duels» 20:45 uur | Milivoje Novakovič 22' Milivoje Novakovič 82' |       | 83' Martin Jakubko | Stadion Ljudski Vrt, Maribor Toeschouwers: 9.900 Scheidsrechter: Svein Oddvar Moen (NOR) |

|                                                               |                |       |                                                        |                                                                                    |
| 11 oktober WK-kwalificatie № 176 «onderlinge duels» 20:30 uur | San Marino     | 1 – 3 | Slowakije                                              | Stadio Olimpico, Serravalle Toeschouwers: 1.037 Scheidsrechter: Sascha Kever (SUI) |
| 11 oktober WK-kwalificatie № 176 «onderlinge duels» 20:30 uur | Andy Selva 45' |       | 32' Stanislav Šesták 39' Ján Kozák 50' Miroslav Karhan | Stadio Olimpico, Serravalle Toeschouwers: 1.037 Scheidsrechter: Sascha Kever (SUI) |

|                                                               |                                           |       |                        |                                                                                    |
| 15 oktober WK-kwalificatie № 177 «onderlinge duels» 20:30 uur | Slowakije                                 | 2 – 1 | Polen                  | Tehelné pole, Bratislava Toeschouwers: 17.650 Scheidsrechter: Bertrand Layec (FRA) |
| 15 oktober WK-kwalificatie № 177 «onderlinge duels» 20:30 uur | Stanislav Šesták 85' Stanislav Šesták 86' |       | 70' Euzebiusz Smolarek | Tehelné pole, Bratislava Toeschouwers: 17.650 Scheidsrechter: Bertrand Layec (FRA) |

|                                                        |                                                                    |       |               |                                                                                    |
| 19 november Vriendschappelijk № 178 «onderlinge duels» | Slowakije                                                          | 4 – 0 | Liechtenstein | Štadión pod Dubňom, Žilina Toeschouwers: 2.010 Scheidsrechter: Oleh Oriekhov (UKR) |
| 19 november Vriendschappelijk № 178 «onderlinge duels» | Marek Hamšík 43' Marek Hamšík 72' Róbert Vittek 75' Róbert Jež 90' |       |               | Štadión pod Dubňom, Žilina Toeschouwers: 2.010 Scheidsrechter: Oleh Oriekhov (UKR) |

## 2009
|                                                                  |                                    |       |                                                                   |                                                                                          |
| 10 februari Vriendschappelijk № 179 «onderlinge duels» 18:00 uur | Slowakije                          | 2 – 3 | Oekraïne                                                          | Tsirion Athletic Center, Limassol Toeschouwers: 200 Scheidsrechter: Panikos Kailis (CYP) |
| 10 februari Vriendschappelijk № 179 «onderlinge duels» 18:00 uur | Róbert Vittek 42' Marek Hamšík 69' |       | 9' Serhiy Valyayev 48' Jevhen Seleznjov 83' (pen.) Artem Milevsky | Tsirion Athletic Center, Limassol Toeschouwers: 200 Scheidsrechter: Panikos Kailis (CYP) |

|                                                                  |                                                            |       |                                     |                                                                                     |
| 11 februari Vriendschappelijk № 180 «onderlinge duels» 18:00 uur | Cyprus                                                     | 3 – 2 | Slowakije                           | Makario Stadion, Nicosia Toeschouwers: 300 Scheidsrechter: Vasilis Pamboridis (CYP) |
| 11 februari Vriendschappelijk № 180 «onderlinge duels» 18:00 uur | Hristos Marangos 32' Marios Nikolaou 74' Giannis Okkas 82' |       | 88' Róbert Jež 90+3' Erik Jendrišek | Makario Stadion, Nicosia Toeschouwers: 300 Scheidsrechter: Vasilis Pamboridis (CYP) |

|                                                               |                                                                       |       |           |                                                                                |
| 28 maart Vriendschappelijk № 181 «onderlinge duels» 17:15 uur | Engeland                                                              | 4 – 0 | Slowakije | Wembley Stadium, Londen Toeschouwers: 85.512 Scheidsrechter: Alain Hamer (LUX) |
| 28 maart Vriendschappelijk № 181 «onderlinge duels» 17:15 uur | Emile Heskey 7' Wayne Rooney 70' Frank Lampard 82' Wayne Rooney 90+2' |       |           | Wembley Stadium, Londen Toeschouwers: 85.512 Scheidsrechter: Alain Hamer (LUX) |

|                                                            |                          |       |                                         |                                                                             |
| 1 april WK-kwalificatie № 182 «onderlinge duels» 20:30 uur | Tsjechië                 | 1 – 2 | Slowakije                               | AXA Arena, Praag Toeschouwers: 14.956 Scheidsrechter: Alberto Undiano (ESP) |
| 1 april WK-kwalificatie № 182 «onderlinge duels» 20:30 uur | Martin Škrtel 30' (e.d.) |       | 22' Stanislav Šesták 83' Erik Jendrišek | AXA Arena, Praag Toeschouwers: 14.956 Scheidsrechter: Alberto Undiano (ESP) |

|                                                           | |       |            |                                                                                       |
| 6 juni WK-kwalificatie № 183 «onderlinge duels» 17:30 uur | Slowakije | 7 – 0 | San Marino | Tehelné pole, Bratislava Toeschouwers: 6.652 Scheidsrechter: Jérôme Efong Nzolo (BEL) |
| 6 juni WK-kwalificatie № 183 «onderlinge duels» 17:30 uur | Marek Čech 3' Peter Pekarík 12' Marek Čech 32' Miroslav Stoch 35' Ján Kozák 42' Martin Jakubko 63' Ľuboš Hanzel 68' |       |            | Tehelné pole, Bratislava Toeschouwers: 6.652 Scheidsrechter: Jérôme Efong Nzolo (BEL) |

|                                                                  |                         |       |                   |                                                                                           |
| 12 augustus Vriendschappelijk № 184 «onderlinge duels» 21:00 uur | IJsland                 | 1 – 1 | Slowakije         | Laugardalsvöllur, Reykjavík Toeschouwers: 5.099 Scheidsrechter: Lars Christoffersen (DEN) |
| 12 augustus Vriendschappelijk № 184 «onderlinge duels» 21:00 uur | Kristján Sigurðsson 59' |       | 35' Róbert Vittek | Laugardalsvöllur, Reykjavík Toeschouwers: 5.099 Scheidsrechter: Lars Christoffersen (DEN) |

|                                                                |                                              |       |                                  |                                                                                        |
| 5 september WK-kwalificatie № 185 «onderlinge duels» 20:30 uur | Slowakije                                    | 2 – 2 | Tsjechië                         | Tehelné pole, Bratislava Toeschouwers: 22.000 Scheidsrechter: Tom Henning Øvrebø (NOR) |
| 5 september WK-kwalificatie № 185 «onderlinge duels» 20:30 uur | Stanislav Šesták 63' Marek Hamšík 73' (pen.) |       | 68' Daniel Pudil 84' Milan Baroš | Tehelné pole, Bratislava Toeschouwers: 22.000 Scheidsrechter: Tom Henning Øvrebø (NOR) |

|                                                                |               |                                        |           |                                                                                |
| 9 september WK-kwalificatie № 186 «onderlinge duels» 19:45 uur | Noord-Ierland | 0 – 2                                  | Slowakije | Windsor Park, Belfast Toeschouwers: 13.019 Scheidsrechter: Björn Kuipers (NED) |
| 9 september WK-kwalificatie № 186 «onderlinge duels» 19:45 uur |               | 15' Stanislav Šesták 66' Filip Hološko |           | Windsor Park, Belfast Toeschouwers: 13.019 Scheidsrechter: Björn Kuipers (NED) |

|                                                               |           |                                    |          |                                                                                    |
| 10 oktober WK-kwalificatie № 187 «onderlinge duels» 20:30 uur | Slowakije | 0 – 2                              | Slovenië | Tehelné pole, Bratislava Toeschouwers: 23.800 Scheidsrechter: Wolfgang Stark (GER) |
| 10 oktober WK-kwalificatie № 187 «onderlinge duels» 20:30 uur |           | 56' Valter Birsa 90+3' Nejc Pečnik |          | Tehelné pole, Bratislava Toeschouwers: 23.800 Scheidsrechter: Wolfgang Stark (GER) |

|                                                               |       |                              |           |                                                                                  |
| 14 oktober WK-kwalificatie № 188 «onderlinge duels» 20:30 uur | Polen | 0 – 1                        | Slowakije | Stadion Śląski, Chorzów Toeschouwers: 4.500 Scheidsrechter: Jonas Eriksson (SWE) |
| 14 oktober WK-kwalificatie № 188 «onderlinge duels» 20:30 uur |       | 3' (e.d.) Seweryn Gancarczyk |           | Stadion Śląski, Chorzów Toeschouwers: 4.500 Scheidsrechter: Jonas Eriksson (SWE) |

|                                                                  |                         |       |                  |                                                                                  |
| 14 november Vriendschappelijk № 189 «onderlinge duels» 16:00 uur | Slowakije               | 1 – 0 | Verenigde Staten | Tehelné pole, Bratislava Toeschouwers: 7.200 Scheidsrechter: Stefan Meßner (AUT) |
| 14 november Vriendschappelijk № 189 «onderlinge duels» 16:00 uur | Marek Hamšík 26' (pen.) |       |                  | Tehelné pole, Bratislava Toeschouwers: 7.200 Scheidsrechter: Stefan Meßner (AUT) |

|                                                                  |                      |       |                                     |                                                                                  |
| 17 november Vriendschappelijk № 190 «onderlinge duels» 17:00 uur | Slowakije            | 1 – 2 | Chili                               | Štadión pod Dubňom, Žilina Toeschouwers: 11.072 Scheidsrechter: István Vad (HUN) |
| 17 november Vriendschappelijk № 190 «onderlinge duels» 17:00 uur | Stanislav Šesták 17' |       | 9' Gonzalo Jara 55' Esteban Paredes | Štadión pod Dubňom, Žilina Toeschouwers: 11.072 Scheidsrechter: István Vad (HUN) |

SFZ · A-internationals · Bondscoaches · Statistieken · Slowaaks vrouwenelftal · Olympisch elftal · Slowakije U21 · Slowakije U20 · Slowakije U19 · Slowakije U18 · Slowakije U17 · Slowakije U16
1939 – 1944 · 1992 – 1999 · 2000 – 2009 · 2010 – 2019 · 2020 − 2029
EK's: 2016 · 2020 · 2024
WK's: 2010
OS: 2000
1939 · 1940 · 1941 · 1942 · 1943 · 1944 · 1945–1991 · 1992 · 1993 · 1994 · 1995 · 1996 · 1997 · 1998 · 1999 · 2000 · 2001 · 2002 · 2003 · 2004 · 2005 · 2006 · 2007 · 2008 · 2009 · 2010 · 2011 · 2012 · 2013 · 2014 · 2015 · 2016 · 2017 · 2018 · 2019 · 2020 · 2021
Algerije · 
Andorra · 
Argentinië ·
Armenië · 
Australië · 
Azerbeidzjan · 
België · 
Bolivia · 
Bosnië en Herzegovina · 
Brazilië · 
Bulgarije · 
Chili · 
Colombia · 
Costa Rica · 
Cyprus · 
Denemarken · 
Duitsland · 
Egypte · 
Engeland · 
Estland · 
Faeröer · 
 Finland · 
Frankrijk · 
Georgië · 
Gibraltar · 
Griekenland · 
Guatemala · 
Hongarije · 
Ierland · 
IJsland · 
Iran · 
Israël · 
Italië · 
Japan · 
Joegoslavië · 
Jordanië · 
Kameroen · 
Kazachstan ·
Koeweit ·
Kroatië · 
Letland · 
Libanon ·
Liechtenstein · 
Litouwen ·
Luxemburg · 
Malta · 
Marokko · 
Mexico ·
Moldavië · 
Montenegro ·
Nederland · 
Nieuw-Zeeland · 
Noord-Ierland ·
Noord-Macedonië ·
Noorwegen ·
Oeganda · 
Oekraïne · 
Oezbekistan · 
Oostenrijk · 
Paraguay · 
Peru · 
Polen · 
Portugal · 
Roemenië · 
Rusland · 
San Marino · 
Saoedi-Arabië · 
Schotland · 
Servië en Montenegro ·
Slovenië · 
Spanje · 
Thailand · 
Tsjechië · 
Turkije · 
Verenigde Arabische Emiraten · 
Verenigde Staten · 
Wales · 
Wit-Rusland · 
Zuid-Korea · 
Zweden · 
Zwitserland
Engeland (2016) ·
Nieuw-Zeeland (2010) · 
Polen (2021) · 
Rusland (2016) · 
Spanje (2021) · 
Wales (2016) · 
Zweden (2021)
AFC-zone: Afghanistan · Australië · Bahrein · Bangladesh · Bhutan · Brunei · Cambodja · China · Filipijnen · Guam · Hongkong · India · Indonesië · Iran · Irak · Japan · Jemen · Jordanië · Koeweit · Kirgizië · Laos · Libanon · Macau · Maleisië · Maldiven · Mongolië · Myanmar · Nepal · Noord-Korea · Oezbekistan · Oman · Oost-Timor · Pakistan · Palestina · Qatar · Saoedi-Arabië · Singapore · Sri Lanka · Syrië · Tadzjikistan · Taiwan · Thailand · Turkmenistan · Verenigde Arabische Emiraten · Vietnam · Zuid-Korea

CAF-zone: Algerije · Angola · Benin · Botswana · Burkina Faso · Burundi · Centraal-Afrikaanse Republiek · Comoren · Congo-Brazzaville · Congo-Kinshasa · Djibouti · Egypte · Equatoriaal-Guinea · Eritrea · Ethiopië · Gabon · Gambia · Ghana · Guinee · Guinee-Bissau · Ivoorkust · Kaapverdië · Kameroen · Kenia · Lesotho · Liberia · Libië · Madagaskar · Malawi · Mali  ·Mauritanië · Mauritius · Marokko · Mozambique · Namibië · Niger · Nigeria · Oeganda · Rwanda · Sao Tomé en Principe · Senegal · Seychellen · Sierra Leone · Soedan · Somalië · Swaziland · Tanzania · Togo · Tsjaad · Tunesië · Zambia · Zimbabwe · Zuid-Afrika

CONCACAF-zone: Amerikaanse Maagdeneilanden · Anguilla · Antigua en Barbuda · Aruba · Bahama's · Barbados · Belize · Bermuda · Britse Maagdeneilanden · Canada · Kaaimaneilanden · Costa Rica · Cuba · Dominica · Dominicaanse Republiek · El Salvador · Frans Guyana · Grenada · Guadeloupe · Guatemala · Guyana · Haïti · Honduras · Jamaica · Martinique · Mexico · Montserrat · 
Nicaragua · Panama · Puerto Rico · Saint Kitts en Nevis · Saint Lucia · Saint Vincent en de Grenadines · Sint Maarten · Suriname · Trinidad en Tobago · Turks- en Caicoseilanden · Verenigde Staten

CONMEBOL-zone: Argentinië · Bolivia · Brazilië · Chili · Colombia · Ecuador · Paraguay · Peru · Uruguay · Venezuela

OFC-zone: Amerikaans-Samoa · Cookeilanden · Fiji · Nieuw-Caledonië · Nieuw-Zeeland · Papoea-Nieuw-Guinea · Samoa · Salomoneilanden · Tahiti · Tonga · Vanuatu

UEFA-zone: Albanië · Andorra · Armenië · Azerbeidzjan · België · Bosnië en Herzegovina · Bulgarije · Cyprus · Denemarken · Duitsland · Engeland · Estland · Faeröer · Finland · Frankrijk · Georgië · Griekenland · Hongarije · IJsland · Ierland · Israël · Italië · Kazachstan · Kroatië · Letland · Liechtenstein · Litouwen · Luxemburg · Macedonië · Malta · Moldavië · Montenegro · Nederland · Noord-Ierland · Noorwegen · Oekraïne · Oostenrijk · Polen · Portugal · Roemenië · Rusland · San Marino · Schotland · Servië · Servië en Montenegro · Slovenië · Slowakije · Spanje · Tsjechië · Turkije · Wales · Wit-Rusland · Zweden · Zwitserland